# Miên Đức Thắng
Miên Đức Thắng (tên thật: Phan Văn Thắng, sinh năm 1944) là một nhạc sĩ kiêm ca sĩ nhạc phản chiến người Việt Nam. Ông là thành viên của phong trào Hát cho đồng bào tôi nghe, nổi tiếng với tập nhạc Hát từ đồng hoang - nguyên nhân Việt Nam Cộng hòa biệt giam và xử án ông trong giai đoạn chiến tranh Việt Nam.

## Tiểu sử

### Thiếu thời
Ông sinh năm 1944 tại Phú Vang, Thừa Thiên - Huế, là út trong gia đình gồm năm anh chị em. Ông sớm mồ côi cả cha lẫn mẹ, về sống với bà cô của cha tại Thành Nội, Huế. Thuở nhỏ ông học tiểu học Trần Cao Vân, trung học đệ nhất cấp ở trường Hàm Nghi và trung học đệ nhị cấp ở trường Quốc Học. Sẵn niềm đam mê cây đàn và có tâm hồn nghệ sĩ, ông theo học sáng tác, hòa âm với nhạc sĩ Thông Đạt gần nhà. 
Năm 1958, ông có sáng tác đầu tay là bài "Ngày xuân dưới mái học đường" do Thông Đạt ký âm vì khi đó ông chưa đủ khả năng nhạc lý. Bài này vốn là bài thơ ông sáng tác khi nghe tin thầy giáo dạy văn tử trận khi đi lính. Nhạc sĩ Thông Đạt cũng khuyến khích ông đi hát khi đưa ông vào Đài Phát thanh Huế hát xen vào chương trình của người trưởng thành, xung quanh là các giọng ca Hà Thanh, Huyền Vân,...

### Ca - nhạc sĩ
Năm 1960, ông tham gia cùng tầng lớp sinh viên, học sinh xuống đường biểu tình chống chính thể Đệ Nhất Cộng hòa của Tổng thống Ngô Đình Diệm. Ông đã ghép tên của hai người anh là Miên và Đức cùng tên mình để tạo ra nghệ danh Miên Đức Thắng.
Tốt nghiệp tú tài, ông vào Sài Gòn theo học Trường Đại học Khoa học Sài Gòn, được hai năm thì do sức ép của chính quyền nên xin chuyển qua học bên trường tư là Viện Đại học Vạn Hạnh, ban Xã hội. Những năm sau này, ông tốt nghiệp cao học Vạn Hạnh chuyên ngành bang giao quốc tế và tốt nghiệp cao học Đà Lạt chuyên ngành báo chí.
Miên Đức Thắng làm trưởng ban văn nghệ trường, chuyển sang viết các bài nhạc phản chiến. Ông tham gia phong trào Hát cho đồng bào tôi nghe. Khoảng 1966-1967, Tổng hội Sinh viên Sài Gòn xuất bản tập nhạc Hát từ đồng hoang (còn gọi là Tiếng hát những người đi tới - tập 3) gồm mười bài phản chiến của ông. Cũng cuối năm đó, Đại tá Tỉnh trưởng tỉnh Tây Ninh là Đặng Văn Quang ra lệnh cấm phổ biến mọi sáng tác của ông với nguyên do hầu hết các bài không có giấy phép kiểm duyệt của Bộ Thông tin, hơn nữa nội dung phản chiến là chống lại đường lối của quân đội. Khoảng hơn một năm sau, ông Quang được thăng lên làm Trung tướng và chuyển về làm cố vấn cho Tổng thống Nguyễn Văn Thiệu ở Sài Gòn, nên tướng Quang đã tham mưu ban bố lệnh cấm ra toàn lãnh thổ thay vì chỉ đóng khung trong địa phận một tỉnh.
Cuối tháng 10 năm 1969, Miên Đức Thắng bị biệt giam sau chuyến đi diễn từ Nha Trang. Ngày 23 tháng 1 năm 1970, theo cáo trạng của toà án thì những bài của Miên Đức Thắng hàm nghĩa oán ghét chiến tranh, quy sự thù hận vào nhà đương cục Việt Nam Cộng hòa chứ không chỉ trích địch thủ cộng sản, "khác hẳn các bản nhạc [cùng thể loại] của Trịnh Công Sơn", tuyên phạt năm năm tù khổ sai tại Côn Đảo. Phiên xử này thu hút đông đảo giới ký giả quốc nội lẫn quốc tế và nhận không ít sự chỉ trích hay gây sức ép, như tờ Far Eastern Economic Review còn đem in lại một số bài hát bị cấm. Ngày 27 tháng 4 năm 1970, phía Việt Nam Cộng hòa trả tự do cho Miên Đức Thắng. Năm 1973, nam ca sĩ người Pháp là Yves Montand dịch lời và biểu diễn lại ba bài của ông là "Viên đạn", "Mẹ ơi nuôi con lớn để con làm tù binh" và "Lớn mãi không ngừng".
Trong vai trò ca sĩ, Miên Đức Thắng theo phong trào Hát cho đồng bào tôi nghe đi diễn nhiều nơi, hoặc vẫn hát những các bài bị cấm của tập nhạc ở các phòng trà Sài Gòn khi lệnh cấm ở Tây Ninh chưa mở rộng phạm vi ra toàn quốc. Năm 1970, ông ký hợp đồng thu âm với Dĩa Hát Việt Nam, tham gia được ba băng nhạc Việt Nam với khoảng 20 bài, nhưng chỉ được hát các sáng tác của người khác chứ không được hát nhạc tự sáng tác. Ông cũng góp giọng trong một băng nhạc của nhạc sĩ Hoàng Thi Thơ.

### Sau năm 1975
Năm 1989, ông di cư sang Cộng hòa Liên bang Đức. Thời gian về sau ông thường xuyên về Việt Nam.
Ông có thể chơi dương cầm, guitar, harmonica, mandolin,...
Ngoài viết nhạc ông còn vẽ tranh (từ 1970) hoặc làm thơ. Tranh của ông từng đoạt giải thưởng của Hội Mỹ thuật Thành phố Hồ Chí Minh.
Ông nghiên cứu "Dùng chính âm nhạc của người Việt để điều trị một số bệnh lý cho người Việt" và có những ca khúc được xếp vào thể loại âm nhạc trị liệu. Thể loại này được phân chia theo bốn liệu pháp, gồm âm nhạc an thần, âm nhạc giải uất (giảm stress), bi thắng nộ (buồn thắng giận dữ) và âm nhạc sôi động.

## Danh sách tác phẩm
Danh sách này không đầy đủ, bạn cũng có thể giúp mở rộng danh sách.

### Nhạc
Nhạc phản chiến
- Tập nhạc Hát từ đồng hoang, Tổng hội Sinh viên Sài Gòn xuất bản (1966 hay 1967), gồm 10 bài hát:
  - Bài ca về người
  - Đêm nghe người rồi
  - Gọi quê hương mà nhớ
  - Hát từ đồng hoang
  - Lời ru (thơ Đỗ Hồng Ngọc)
  - Mẹ ơi nuôi con lớn để con làm tù binh
  - Sáng mai chim hót
  - Tiếng ca trên vùng đất khô
  - Tình ca cho mẹ
  - Viên đạn
- Tập nhạc Lớn mãi không ngừng (1966)
- Bài khác:
  - Đất nước cần trái tim ta
  - Một sáng con về (ý thơ Tường Linh)
  - Ngày xuân dưới mái học đường
  - Tôi - sông là bến đò

Nhạc trị liệu
- Để nghe hờn dỗi nhuộm lòng
- Độc quyền tro bụi
- Lạ lùng
- Mai kia lòng độ lượng
- Trùng tu giọt lệ

### Thơ
- Tập thơ Hầu hạ hư không, NXB Hội Nhà văn (2019), gồm 100 bài thơ và 10 phụ bản là tranh hoặc nhạc.

## Băng nhạc tham gia
- Hoàng Thi Thơ 2: Việt Nam như đóa hoa xinh
- Sóng Vàng 1 (1975, không được phát hành chính thức)
- Việt Nam 1 - Miên Đức Thắng và tiếng hát Việt Nam
- Việt Nam 2 - Thương quá Việt Nam
- Việt Nam 3 - Rạng đông trên quê hương Việt Nam